# Antoni Molné
Antoni Molné (ur. 22 kwietnia 1969) – andorski judoka, olimpijczyk. Brał udział w igrzyskach w roku 1992 (Barcelona) i 1996 (Atlanta). Nie zdobył żadnych medali.